# العين (جبل خضراء)

تعديل مصدري - تعديل

العين محلة تابعة لقرية الضباري، التابعة لعزلة جبل خضراء بمديرية حبيش إحدى مديريات محافظة إب في الجمهورية اليمنية، بلغ تعداد سكانها 44 حسب تعداد اليمن لعام 2004.